# Stazione di Tarcento
La stazione di Tarcento è una stazione ferroviaria di superficie della linea Pontebbana, ubicata nel comune di Tarcento in provincia di Udine.

## Storia
La vecchia stazione venne inaugurata il 15 novembre 1875 quando venne aperto il tratto ferroviario che collegava la stazione di Udine con la stazione di Gemona del Friuli.
Nel 1985 fu raggiunta dalla nuova linea a doppio binario proveniente dal posto di movimento Vat, e fu costruita l'odierna struttura a poche centinaia di metri di distanza. La stazione originaria fu demolita pochi anni dopo.
Nel 1987 venne inaugurato il seguente tratto a doppio binario fino ad Artegna.

## Strutture e impianti
La stazione è dotata, al suo interno, del servizio di biglietteria automatica.

## Movimento
La stazione è servita da treni regionali svolti da Trenitalia nell'ambito del contratto di servizio stipulato con le Regioni interessate, nonché dagli autobus del servizio integrato Udine-Tarvisio.

## Servizi
La stazione dispone dei seguenti servizi:
- Biglietteria automatica

## Interscambi
- Fermata autobus